# بیداری ملی استونی

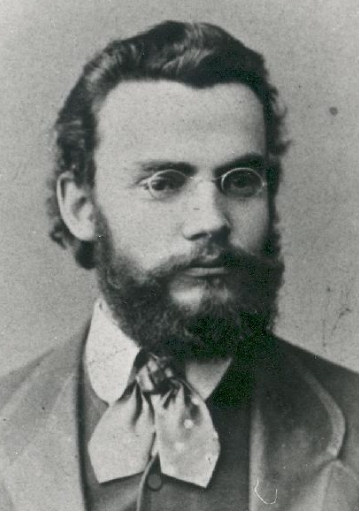
کارل رابرت یاکوبسون

بیداری ملی استونی دوره‌ای در تاریخ است که در آن استونیایی‌ها خود را یک ملت دارای شایستگی حکومت بر خود شناختند. آغاز این دوره را دهه ۱۸۵۰ با اعطای حقوق بیشتر به مردم عادی و پایان آن را در سال ۱۹۱۸ با اعلام جمهوری استونی در نظر می‌گیرند. این اصطلاح همچنین گاهی برای دوره حدود ۱۹۸۷ و ۱۹۸۸ استفاده می‌شود.